# Sofka Skipwith
Sofka Skipwith, nata Sofija Petrovna Dolgorukova (in russo София Петровна Долгорукова?), durante il primo matrimonio Sofka Zinovieff (San Pietroburgo, 23 ottobre 1907 – Brughiera di Bodmin, 26 febbraio 1994), è stata una nobile, attivista e scrittrice russa naturalizzata britannica, riconosciuta come giusta tra le nazioni da Yad Vashem per i suoi sforzi nel tentare di salvare gli ebrei durante l'Olocausto.

## Biografia
La principessa Sofija (Sofka) Dolgorukova nacque nel 1907 a San Pietroburgo, in Russia, figlia del principe Pëtr Aleksandrovič Dolgorukov e della contessa Sof'ja Alekseevna Bobrinskaja. Suo nonno, il principe Aleksandr Sergeevič Dolgorukov, era il gran maresciallo della corte imperiale russa e discendente dei fondatori di Mosca. Essendo stata esiliata assieme alla sua famiglia, Sofka viveva facendo la spola tra Inghilterra e Francia assieme al marito Leo Zinovieff, membro di un'altra famiglia russa in esilio. La coppia ebbe due figli, Peter e Ian. Nel 1937 Sofka divorziò dal marito e sposò l'inglese Grey Skipwith, da cui ebbe un altro figlio, Patrick, nato nel 1939. Skipwith, pilota della Royal Air Force, fu poi ucciso in azione nel 1942 durante la seconda guerra mondiale.
Sofka si trovava a Parigi quando la Francia fu invasa dai nazisti nel giugno 1940, ed essendo una cittadina britannica, quindi nemica dei paesi dell'Asse, fu arrestata e detenuta nella caserma di Besançon. Nel maggio del 1941 tutti i cittadini britannici, circa 400, furono inviati al campo di detenzione di Vittel. Sofka fu rilasciata nel luglio del 1944, durante uno scambio di prigionieri con la Gran Bretagna.
All'inizio del 1943, 280 ebrei polacchi in possesso di passaporti o visti latinoamericani giunsero a Vittel da Varsavia. Alcuni di questi passaporti erano stati falsificati o erano stati ricevuti attraverso il lavoro diplomatico dei consolati svizzeri, senza però l'autorizzazione dei governi latinoamericani.
Sofka e Madeleine White (in seguito Steinberg), un'altra cittadina britannica lì detenuta, cercarono di aiutare al meglio questi ebrei e, entrando in contatto con la Resistenza francese, si procurarono dei documenti falsi che poi distribuirono ai giovani ebrei di Vittel.
Il 3 aprile 1943, Sofka inserì in un tubetto di dentifricio un elenco di nomi di ebrei, titolari dei passaporti sudamericani. Tale lista fu poi fatta recapitare ai partigiani francesi, i quali a loro volta la fecero arrivare a Lisbona e ai diplomatici occidentali, per far sì che quegli ebrei venissero protetti dalle deportazioni.
Nel gennaio del 1944, però, i tedeschi sentenziarono che tali passaporti non erano validi, poiché non erano riconosciuti dai governi latinoamericani. Alla fine di aprile e nell'agosto del 1944, quindi, la maggior parte degli ebrei (tutti tranne 60) furono deportati da Vittel via Drancy ad Auschwitz-Birkenau, in due diversi trasporti. Sofka non poté fare altro che assistere sgomenta alle deportazioni.
Dopo la prima deportazione degli ebrei polacchi, Sofka e Madeleine usarono i loro contatti con il movimento di resistenza per organizzare il salvataggio dei bambini ebrei, riuscendone a salvare uno, che fu portato fuori dal campo di nascosto dalle due donne.
Sofka morì nel 1994. Il 14 giugno 1998 fu riconosciuta come giusta tra le nazioni da Yad Vashem per il suo atto di coraggio. Nel marzo 2010 le venne conferito postumo il riconoscimento di Eroe britannico dell'Olocausto.

## Opere
- Sofka : the autobiography of a princess, Londra, Hart-Davis, 1968, ISBN 0246974427.